# Барміна Марія Ігорівна
Марія Ігорівна Ба́рміна (нар. 28 лютого 1975, Київ) — українська художниця-модельєрка. Сестра українських художниць Людмили та Лариси Барміних.

## З біографії
Народилася 28 лютого 1975 року в місті Києві (нині Україна). 1992 року закінчила Київську художню школу імені Тараса Шевченка; у 1998 році — Державну академію легкої промисловості України. де навчалася, зокрема, у Бориса Бойка.
Мешкає у Києві на вулиці Саперне Поле, № 26.

## Творчість, відзнаки
- 1995 року на Міжнародному фестивалі «Адмиралтейская Игла-95» у Санкт-Петербурзі здобула 2-ге місце[1];
- 1996 року брала участь у «Днях національної моди» у Києві, лауреат «Асамблеї неприкрашеної моди» в Тбілісі[1];
- У 1998 році нагороджена за розробку кращої колекції «pret-a-porter» за краще втілення народної теми в костюмі «Incita», або «Прогулянка зі стародавнім левом»;
- Учасниця показу «Сезони моди», осінь/зима 98 у Києві[1].